# Mhow Cantonment
Mhow Cantonment is een kantonnement in het district Indore van de Indiase staat Madhya Pradesh. 

## Demografie
Volgens de Indiase volkstelling van 2001 wonen er 85.023 mensen in Mhow Cantonment, waarvan 54% mannelijk en 46% vrouwelijk is. De plaats heeft een alfabetiseringsgraad van 72%.